# Daniel Puertas
Daniel Puertas Gallardo (Málaga, España; 1 de diciembre de 1992) es un kickboxer español que actualmente compite en la categoría de peso mosca de ONE Championship, donde está en la posición #1 del ranking de peso mosca de ONE Championship. Es un campeón mundial de dos divisiones de ISKA y un dos veces ganador del torneo de Wu Lin Feng.

## Carrera de Kickboxing
Gallardo participó en el Torneo de -63kg de Partouche Kickboxing de 2017 el 19 de octubre de 2017. Ganó su lugar en el torneo ganando el torneo de calificación del 10 de junio, durante el cual él obtuvo un nocaut en el segundo contra Daniel Manzoni y una victoira por decisión contra Yetkin Ozkul. En las semifinale del torneo, Puertas ganó por TKO en el segundo asalto contra Hicham Moujtahid. Enfrentó a Yetkin Ozkul en una revancha en la final del torneo, la cual ganó por TKO en el primer asalto.
Puertas participó en el torneo de -61.5kg de Kunlun Fight de 2018, llevado a cabo en Kunlun Fight 74 el 13 de mayo de 2018. Venció a Jiao Daobo por decisión en los cuartos de final, pero perdió por decisión ante Wang Wenfeng en las semifinales.
Puertas enfrentó a Takeru Segawa en el GP 2018 de K-1 rl 24 de septiembre de 2018. Perdió la pelea por nocaut técnico en el primer asalto.
Puertas enfrentó a Filippos Petaroudis en Empire League Team II el 6 de abril de 2019. Ganó la pelea por nocaut técnico en el segundo asalto.
Gallardo enfrentó a Zheng Junfeng en las semifinales del Torneo de Contendiente de Wu Lin Feng de 2019. Ganó la pelea por decisión unánime, y enfrentó a Phittaya en la final. Puertas ganó la fina por nocaut técnico en el primer asalto.

### ONE Championship
Puertas hizo su debut en la promoción contra Panpayak Jitmuangnon en ONE Championship: NextGen III el 29 de octubre de 2021. Perdió la pelea por decisión unánime.
Puertas enfrentó a Jiduo Yibu en ONE: Full Circle el 25 de febrero de 2022. Ganó la pelea por decisión dividida.
Puertas estaba programado para enfrentar a Rodtang Jitmuangnon el 13 de enero de 2023, en ONE on Prime Video 6. Sin embargo, Puertas terminó enfrentando a Superlek Kiatmuu9 por el Campeonato Mundial Vacante de Kickboxing de Peso Mosca de ONE. Puertas perdió la pelea por decisión unánime.

## Campeonatos y logros
- World Kickboxing League
  - Campeón Español de WKL de 2014

- Wu Lin Feng
  - Campeón de -60kg de Wu Lin Feng de 2016

- Partouche Kickboxing Tour
  - Campeón de -63kg Partouche Kickboxing Tour de 2017

- W5
  - Campeón Europeo de -65kg de W5 de 2017

- International Sport Karate Association
  - Campeón de -60kg de K-1 de ISKA de 2015
  - Campeón de -60kg de K-1 de ISKA de 2018

## Récord en Kickboxing (resumido)
| Récord en Kickboxing                                          | Récord en Kickboxing | Récord en Kickboxing | Récord en Kickboxing                                                         | Récord en Kickboxing | Récord en Kickboxing    | Récord en Kickboxing | Récord en Kickboxing |
| ------------------------------------------------------------- | -------------------- | -------------------- | ---------------------------------------------------------------------------- | -------------------- | ----------------------- | -------------------- | -------------------- |
| 32 Victorias (12 (T)KOs), 9 Derrotas                          |                      |                      |                                                                              |                      |                         |                      |                      |
| Fecha                                                         | Resultado            | Oponente             | Evento                                                                       | Localización         | Método                  | Ronda                | Tiempo               |
| 13-01-2023                                                    | Derrota              | Superlek Kiatmuu9    | ONE Fight Night 6                                                            | Bangkok, Tailandia   | Decisión (Unánime)      | 5                    | 3:00                 |
| Por el Campeonato Vacante de Kickboxing de Peso Mosca de ONE. |                      |                      |                                                                              |                      |                         |                      |                      |
| 25-02-2022                                                    | Victoria             | Jiduo Yibu           | ONE: Full Circle                                                             | Kallang, Singapur    | Decisión (Dividida)     | 3                    | 3:00                 |
| 29-10-2021                                                    | Derrota              | Panpayak Jitmuangnon | ONE Championship: NextGen III                                                | Kallang, Singapur    | Decisión (Unánime)      | 3                    | 3:00                 |
| 28-09-2019                                                    | Victoria             | Phittaya             | WLF -67kg World Cup 2019-2020 4th Group Stage Contender Tournament Final     | Zhengzhou, China     | TKO (Golpes)            | 1                    |                      |
| 28-09-2019                                                    | Victoria             | Zheng Junfeng        | WLF -67kg World Cup 2019-2020 4th Group Stage Contender Tournament Semifinal | Zhengzhou, China     | Decisión (unánime)      | 3                    | 3:00                 |
| 06-04-2019                                                    | Victoria             | Filippos Petaroudis  | Empire League Team II                                                        | España               | TKO (Parada del Réferi) | 2                    |                      |